# 자메이카의 역사
자메이카의 카리브해 섬에는 기원후 600년 또는 기원후 650년경에 붉은색 도자기와 관련된 사람들이 살았다. 대략 서기 800년경, 크리스토퍼 콜럼버스가 도착하기 전인 1494년에 타이노족을 포함한 아라와크족들에 의해 두 번째 거주 물결이 일어났다. 스페인은 아라와크족들을 노예로 삼았고, 그들은 스페인이 가져온 질병들에 의해 더욱 황폐화되었다. 초기 역사가들은 1602년까지 아라와크어를 사용하는 타이노족이 멸종했다고 믿는다. 그러나 타이노족의 일부는 내륙의 숲이 우거진 산으로 도망쳐 도망치는 아프리카 노예들과 섞여 스페인어를 처음, 그리고 나서 영국의 지배로부터 자유롭게 살아남았다.
스페인인들은 또한 수백 명의 서아프리카 사람들을 섬으로 수송했다. 그러나, 대다수의 아프리카인들은 영국에 의해 자메이카로 유입되었다.
1655년 영국이 자메이카를 침공하여 스페인을 물리쳤다. 일부 아프리카 노예들은 정치적 혼란을 틈타 섬의 내륙 산맥으로 탈출하여 마룬족으로 알려진 독립적인 공동체를 형성했다. 한편, 해안가에 영국인들은 해적들이 번성하는 작전 기지인 포트로열의 정착지를 건설했다. 웨일스 농장주이자 사채업자였던 헨리 모건 선장은 포트로열의 정착지와 선박 기지를 급습하여 카리브해에서 가장 부유한 해적 중 한 명으로 명성을 얻었다.
18세기에 사탕수수는 영국령 자메이카의 주요 수입원으로 해적행위를 대신했다. 설탕 산업은 노동집약적이었고 영국은 수십만 명의 노예가 된 흑인 아프리카인들을 섬으로 데려왔다. 1850년까지 자메이카 흑인 인구는 백인 인구보다 20 대 1의 비율로 많았다. 노예화된 자메이카인들은 1760년 태키의 난을 포함하여 18세기 동안 12개 이상의 주요 봉기를 일으켰다. 1730년대 제1차 마룬 전쟁과 1795년~1796년 제2차 마룬 전쟁이 절정에 달하면서 영국과 자메이카 마룬의 산악 공동체 사이에 정기적인 교전이 있었다.

## 콜럼버스 이전 자메이카
자메이카의 첫 거주자들은 아마도 동쪽의 섬들에서 이주해 왔을 것이다. 기원후 600년경에 "빨간색"으로 알려진 문화가 도래했다. 그러나 이들이 남긴 붉은 도자기 외에는 알려진 것이 거의 없다. 맨체스터구의 엘리게이터 연못과 세인트앤구의 작은 강은 해안 근처에 살면서 광범위하게 거북이와 물고기를 사냥했던 오스티오노이드 인물의 초기 알려진 장소들 중 하나이다.
서기 800년경, 타이나족의 아라와크족이 도착했고, 결국 섬 전체에 정착했다. 카치크족이라 불리는 부족장들이 통치하는 마을에 살면서, 그들은 어업과 옥수수와 카사바의 경작에 의존했다. 그들의 문명의 절정기에, 그들의 인구는 6만 명에 달하는 것으로 추정된다.